# Marthe Truyen
Marthe Truyen (* 30. September 1999 in Bevel) ist eine belgische Radrennfahrerin, die im Cyclocross und im Straßenradsport aktiv ist.

## Sportlicher Werdegang
Im Cyclocross wurde Truyen 2017 belgische Meisterin bei den Junioren und 2020 in der U23. Sie fuhr von 2018 bis 2021 für Baloise-Trek Lions und wechselte dann zu IKO Crelan (seitdem in Crelan-Fristads umbenannt). In der Elite konnte sie bislang keine Top-10-Resultate in Rennen des Weltcups oder der Serien Superprestige und Trofee erzielen.
Im Straßenradsport fährt sie seit 2021 für Fenix-Deceuninck bzw. dessen Vorgängerteams. Anfang April 2023 erzielte sie bei Paris–Roubaix Femmes 2023 ihr bis dato bedeutendstes Ergebnis, als sie aus einer Ausreißergruppe heraus den dritten Platz belegte. Einen Monat später erzielte sie bei Antwerp Port Epic ihren ersten Sieg für dieses Team. Sie bestritt die Tour de France Femmes 2023 und wurde für die Straßen-WM 2023 in die belgische Mannschaft berufen.

## Erfolge

### Cyclocross
2017
- Belgische Meisterin (Juniorinnen)

2020
- Belgische Meisterin (U23)

### Straßenrennsport
2023
- Antwerp Port Epic

### Gravelrennen
2023
- Belgische Meisterin